# Roberta Estrela D'Alva
Roberta Marques do Nascimento, conhecida como Roberta Estrela D'Alva (Diadema, 18 de fevereiro de 1978), é uma atriz, pesquisadora, produtora cultural e poetisa brasileira.
Cresceu no bairro Jordanópolis e posteriormente na Chácara Inglesa em São Bernardo do Campo, um bairro de classe média baixa onde a maioria das pessoas trabalhava na metalurgia. Roberta diz ter memórias dos anos 80 das mulheres da região que buscavam uma renda extra revendendo itens para o lar, temperos de cozinha e produtos de beleza. As revendedoras iam de porta em porta confraternizar e vender os seus produtos com as outras mulheres. Enquanto as crianças brincavam na rua. As brincadeiras mais comuns era tocar a campainha das casas e jogar bola. Videogame era poucas pessoas que tinha e a chegada do videocassete em casa é relembrada com nostalgia. As aulas de teatro após as aulas da escola era a sua atividade favorita, inclusive foi com uma amiga do teatro que foi batizada com o nome artístico “Estrela D’Alva”.
Roberta Marques do Nascimento é escritora, poetisa, slammer, roteirista e diretora. Performando em várias artes do saber fazer e do conhecimento. Roberta ainda atua na produção artística.
"[...] Minha mãe me teve muito nova, com 21 anos, primeiro filho. Tinham falado pra ela: “Você não fica gritando que enfermeiro não gosta de mulher que grita”. Aí ela estava na sala de pré-parto, já com muita contração, muita dor e ela falou: “Vai nascer”. E elas: “Não, vai demorar. Pode ficar tranquila”, saíram e deixaram ela lá. Ela colocou a mão assim embaixo e sentiu a cabeça. Sentiu que ia nascer. Ela simplesmente deitou na cama, segurou na grade, fez força e eu nasci (risos). E ela não gritou. Foi um negócio muito, eu e minha mãe ali.[...]"

## Carreira
Formou-se no magistério, curso de professores, posteriormente em Artes Cênicas pela Universidade de São Paulo (USP) e fez mestrado em Comunicação e Semiótica pela PUC-SP. Fundou a primeira companhia de teatro hip hop do Brasil, o Núcleo Bartolomeu de Depoimentos. Publicou em 2014 o livro Teatro Hip-Hop, a Performance Poética do Ator-MC (Editora Perspectiva).
“[...] E, basicamente, eu ficava muito na escola porque tinha o teatro. Ficava de manhã e à tarde ensaiando. Tinha uma amiga, que era minha dupla. Foi quem me batizou: “Estrela D’Alva”, a Claire. A gente escrevia para o jornal da escola, a gente era do grupo de teatro.
Com dezessete anos, fazendo Magistério, achando que ia ser professora, tinha Fuvest: “Vamos fazer como treineiro?” Fiz e passei em Artes Cênicas. Tive uma separação de todo aquele mundo de São Bernardo e fui pra USP. Eu era maior caipirona, ia de jardineira, duas tranças, óculos. E eu, lá, virgem, aquelas pessoas muito loucas. No começo foi meio difícil, lembro que eu chorava. [...]

Ao passar no vestibular da USP Roberta sentiu desconforto ao seu comparar com os seus colegas. Roberta considerava como uma personalidade mais inocente e com menos experiência de vida. Sentiu dificuldade em se adaptar ao curso. Ao começar a trabalhar foi quando Estrela D’Alva começou a se sentir mais confiante. Começou a produzir curtos, participar em espetáculos do Núcleo Bartolomeu de Depoimentos em 2000.
Em 2004 ajudou a formar o grupo Frente Três de Fevereiro, grupo ativista antirracista e baseado no radicalismo democrático com o objetivo de discutir violência policial e questões raciais. A Frente Três de Fevereiro busca por meios educativos e disciplinadores ampliar o debate, criar experiências e combater as desigualdades sociais e raciais. Utilizando os meios artiticos tal como teatro, poesia, cinema e artes pláticas como veículo de comunicação e trajetória. Foi com esse grupo que Roberta descobriu o poetry slam.
No mesmo ano a Frente Três de Fevereiro convidou Roberta para fazer um espetáculo baseado numa entrevista. A proposta era tornar a entrevista um personagem. Para tornar o espetáculo mais próximo do seu público, os produtores fizeram a proposta que essa personagem fosse um rapper. Foi com essa proposta que Roberta conheceu o slam. Roberta aceitou o projeto e começou a conhecer o slam.
Roberta começou a estudar e praticar o slam. Ensaiou as frases e organizou as palavras para caber naquela poesia falada para o espetáculo. Viajou para os Estados Unidos para para ver o slam no lugar onde nasceu. Foi uma das pioneiras no Brasil do poetry slam, uma competição de poesia falada entre rappers, ao fundar a Zona Autônoma da Palavra (ZAP!), depois de ter conquistado o terceiro lugar na 8.ª Copa do Mundo de Slam, em Paris, em 2011 com a apresentação "Vai se Catar". Em 2012, venceu uma competição disputada no Green Mill Jazz Club de Chicago, berço do slam.
A cena do slam foi crescendo no Brasil. Atraindo cada vez mais poetas. Em 2014 a Flupp (Festa Literária das Unidades de Polícia Pacificadora) recebeu a primeira competição internacional de Slam no Brasil. Com um total de 16 poetas. Atualmente é curadora do Rio Poetry Slam, que acontece anualmente na Festa Literária das Periferias, no Rio de Janeiro.
Ganhou o Prêmio Shell de melhor atriz em 2012 pela sua atuação no espetáculo Orfeu Mestiço, Uma Hip–Hópera Brasileira.
Roberta Estrela D'Alva codirigiu, com Tatiana Lohmann, o documentário Slam: Voz de Levante (2018) que mostra "a retomada do espaço público" pelo slam no Brasil. No mesmo ano, participou da canção "Manifesto", lançada em campanha da Anistia Internacional Brasil em campanha de conscientização sobre os direitos humanos ao lado de artistas como Fernanda Montenegro, Criolo, Ana Canãs, Camila Pitanga e Chico César.
Também fez incursões pela música com participações no álbum Xênia, de Xênia França, e Aquenta - O Amor Às Vezes É Isso, de Luna Vitrolira.
[...] Eu não preciso que ninguém conte minha história, conto a minha própria história, sou capaz de olhar pro passado, refletir sobre o presente e, no mínimo, trilhar uma trilha para onde estou indo”.
| Participações               | Ano  | Atuou como          |
| --------------------------- | ---- | ------------------- |
| O Mundo Segundo Silvio Luiz | 2000 | Apresentador        |
| Manos e Minas               | 2008 | Atriz               |
| SLAM: Voz de levante        | 2017 | Diretora, Roterista |
| O Homem Cordial             | 2019 | Atriz               |
| Ana. Sem Título             | 2020 | Atriz               |